# 安德森 (愛荷華州)
安德森（英語：Anderson）是位於美國愛荷華州弗里蒙特縣的一個人口普查指定地區。該地的面積和人口皆未知。

## 地理
安德森所處的海拔為高於海平面303米（即994英呎），而該地所採用的時區為UTC-6，即北美中部時區（CST）。同時該地設有夏令時間，為UTC-6調快一小時，即UTC-5（CDT）。